# Magerrasen bei Korbach und Dorfitter
Magerrasen bei Korbach und Dorfitter este o arie protejată (arie specială de conservare — SAC, sit de importanță comunitară — SCI) din Germania întinsă pe o suprafață de 23,05 ha, integral pe uscat.

## Localizare
Centrul sitului Magerrasen bei Korbach und Dorfitter este situat la coordonatele 51°14′53″N 8°52′00″E / 51.2481°N 8.8667°E.

## Înființare
Situl Magerrasen bei Korbach und Dorfitter a fost declarat sit de importanță comunitară în noiembrie 2004 pentru a proteja un număr necunoscut de specii din flora spontană și fauna sălbatică aflate în arealul zonei. Situl a fost protejat și ca arie specială de conservare în martie 2008.

## Biodiversitate
Situată în ecoregiunea continentală, aria protejată conține 2 habitate naturale: Formațiuni de Juniperus communis pe lande sau pajiști calcaroase, Pajiști uscate seminaturale și facies de acoperire cu tufișuri pe substraturi calcaroase (Festuco-Brometalia) (* situri importante pentru orhidee).
La baza desemnării sitului se află un număr nedeclarat de specii protejate.
Pe lângă speciile protejate, pe teritoriul sitului au mai fost identificate 11 specii de plante, 11 specii de nevertebrate, 1 specie de reptile.